# Vomitório

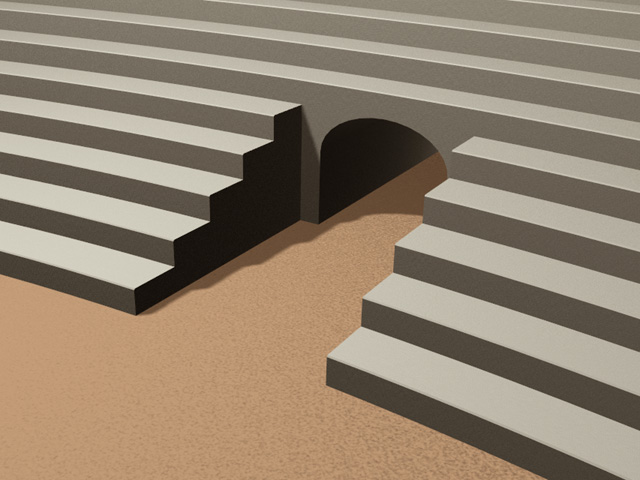
Representação de um vomitório.

Vomitório (do latim: vomitorium, pl. vomitoria) refere-se a um corredor ou passagem de acesso à cávea nos teatros, circos e anfiteatros romanos, nas arquibancadas também presentes em locais modernos análogos, que possibilitam a entrada e saída do público, ou que serviam a entrada e saída dos interpretes em determinada performance. A palavra latina vomitorium deriva do verbo vomo, vŏmis, vomui, vomitum, vomere que significa "vomitar". Na antiga arquitetura romana, os vomitoria foram projetados para conceder passagem rápida e eficiente a grandes multidões nos anfiteatros e teatros. Atualmente, estádios modernos e grandes teatros adquirem a mesma concepção.
Na arquitetura romana, os vomitórios possuíam, em geral, uma cobertura abobadada feita em concreto. Esta solução evitaria a entrada em contacto entre as diferentes classes sociais, e destinava-se a servir as arquibancadas.